# Dimityr Nekow
Dimityr Nekow (bg. Димитър Неков) – bułgarski zapaśnik walczący w stylu klasycznym. Brązowy medalista mistrzostw świata w 1973 roku.